# Bathyclupea megaceps
Bathyclupea megaceps är en fiskart som beskrevs av Fowler, 1938. Bathyclupea megaceps ingår i släktet Bathyclupea och familjen Bathyclupeidae. Inga underarter finns listade.